# انویت
انویت (انگلیسی: Enovate) شرکت خودروسازی چینی است، که در سال ۲۰۱۵ تأسیس شد.